# Nokia N81
Nokia N81 este un smartphone produs de Nokia care a fost anunțat pe 29 august 2007. Este compatibil cu serviciul de jocuri N-Gage 2.0.

## Construcție
Sub ecranului sunt tastele de apel și de respingere apel, două taste soft, tasta de meniu, tasta de ștergere și se poate naviga prin tastele din centru.
Tasta care lansează pagina de multimedia este pe partea dreaptă. D-Padul este înconjurat de tastele de redare/pauză, oprire, înainte și înapoi care sunt vizibile numai atunci când lumina de fundal este pornită.
Pe partea de sus se află butonul de alimentare, mufa audio de 3.5 mm și un comutator de blocare.
Pe partea dreaptă sunt rocker-ul de volum și un butonul de declansare al aparatului de fotografiat. Pe partea de jos este o gaură pentru șnur, portul de încărcare Nokia și un port microUSB.
Are difuzoare pe partea stângă și pe partea dreaptă.

## Camera
Camera de 2 megapixeli are rezoluția de 1600 x 1200 pixeli, bliț LED și poate filma la rezoluția QVGA la 15 fps.

## Ecran
Ecranul de 2.4 țoli are rezoluția de 240 x 320 pixeli cu 16 milioane de culori.

## Hardware
Are un procesor ARM11 tactat la 369 MHz, spațiul de stocare internă este de 12 MB. Memoria RAM este de 96 MB și slotul microSD suportă carduri până la 8 GB și are inclus un card de 2 GB.

## Conectivitate
N81 funcționează în conexiunea 2G sau 3G. La capitolul conectivitate are Wi-Fi 802.11 b/g, Bluetooth 2.0 cu A2DP, o mufă audio de 3.5 mm și mufa micro-USB 2.0.

## Software
N81 rulează sistem de operare Symbian 60 ediția a 3-a cu Edition Feature Pack 1.
Clientul de e-mail suportă protocoalele POP3 și IMAP. Calendarul puternic poate sincroniza contactele cu Outlook sau cu Outlook Express.

## Bateria
Bateria de 1050 miliamperi oferă până la 4 ore de convorbire și până la 17 zile în stand-by.